# Tétraogalle de l'Altaï
Tetraogallus altaicus
Espèce
Statut de conservation UICN

 LC  : Préoccupation mineure
Le tétraogalle de l'Altaï (Tetraogallus altaicus) est une espèce d'oiseaux de la famille des Phasianidae. Elle a été découverte par Friedrich August von Gebler en 1836.

## Distribution
Ouest de la Mongolie, dans le massif de l’Altai, de l’extrême est du Kazakhstan à l’est du désert de Gobi. Il a été récemment découvert plus au nord, en Russie, dans les montagnes Sayan et plus au sud, en Chine, dans le Xinjiang, à la frontière de la Mongolie.

## Sous-espèce
Cette espèce présente de grandes variations morphologiques. Une forme plus claire, rencontrée à l’est, dans le désert de Gobi, a été décrite sous le nom de T. a. orientalis, mais sa validité ne fait pas l'objet d'un consensus.

## Habitat
Ce tétraogalle préfère les reliefs montagneux très accidentés, entrecoupés de profonds ravins, de gorges à pic, entre 2000 et 3600m. Il se rencontre également sur les parties supérieures des versants secs enherbés. Il peut descendre jusqu’à la limite des arbres, surtout si ceux-ci sont clairsemés, et même plus bas (400m) si l’habitat lui convient, par exemple sur une pente sèche exposée sud et dénudée, mais il évite les zones forestières et les vallées (Lukianov 1992).

## Mœurs
En hiver, ces tétraogalles vivent généralement en compagnies comprenant jusqu’à 35 oiseaux mais, par des hivers très rudes, 200 individus peuvent se regrouper pour dormir. Ils rejoignent alors le dortoir par petits groupes de 5 à 15 oiseaux et passent la nuit perchés sur des rochers élevés, à l’abri des prédateurs. Dès l’aube, ils poussent tous ensemble leurs cris perçants, puis se dispersent sur les pentes en quête de nourriture.
Bien qu’il ne puisse pas survivre si le manteau neigeux est trop épais (plus de 25cm), ce tétraogalle n’effectue pas de migrations verticales, comme le tétraogalle du Caucase ; il se déplace horizontalement à la recherche de versants moins enneigés et suit les troupeaux de chèvres sauvages, pour profiter des plaques de neige piétinées et éparpillées par les caprins à la recherche d’herbe à brouter. Sur 40 espèces végétales relevées dans le régime alimentaire, les plus fréquemment ingérées sont Astralagus alpinus, Oxytropis alpina, Festuca altaica, Carex melanocephala et Papaver pseudocaniscens. Des relevés de contenus stomacaux ont montré que le tétraogalle de l’Altai ingérait beaucoup d’argile et non des graviers comme le font d’autres espèces aviaires (Lukianov 1992).

## Alimentation

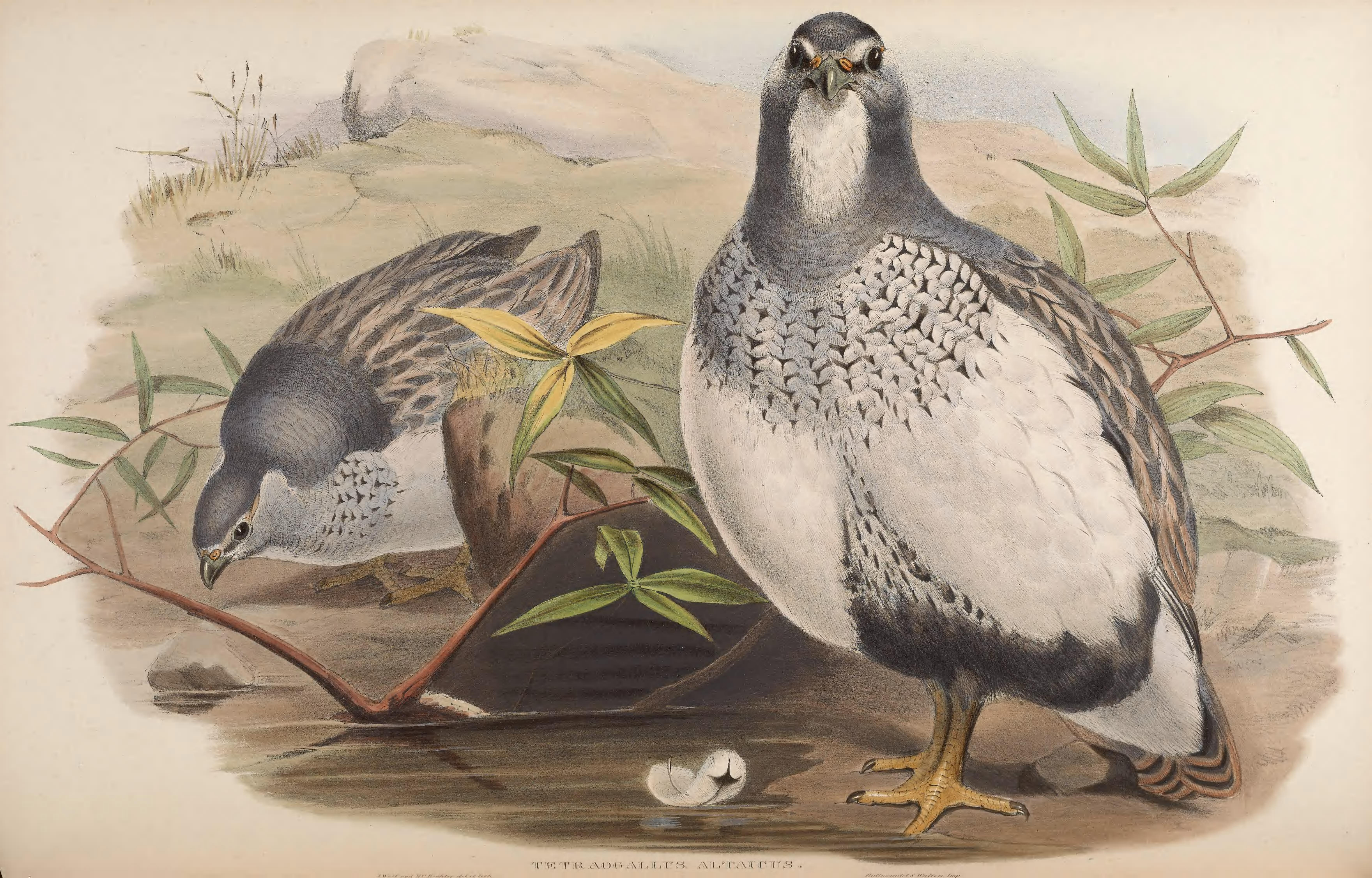

Ces perdrix se nourrissent de préférence le matin et le soir, mais cette activité peut durer toute la journée en hiver ou par temps de brouillard, avec de brèves interruptions de 15 ou 20 minutes. Les tétraogalles de l’Altaï peuvent s’aventurer en forêt pour se nourrir de baies et de pommes de Cèdre mais, à la moindre alerte, ils courent rapidement vers la lisière puis vers un rocher pour se laisser choir dans le vide et voler, par longues glissades entrecoupées de courts et bruyants battements d’ailes (Hennache & Ottaviani 2011).

## Voix
Le chant est assez semblable à celui des autres tétraogalles mais il serait plus rauque que celui du tétraogalle du Caucase et plus mélodieux que celui du tétraogalle de l’Himalaya (Madge & McGowan 2002).

## Nidification
Les tétraogalles de l’Altaï affectionnent les sites accidentés pour nicher, surtout ceux présentant des parois abruptes exposées sud, hautes de 100 ou 200m, le long des gorges par exemple. Ils établissent leurs nids dans les cavités ou sous les surplombs. Le nid n’est qu’un simple creux de rocher garni de végétaux et de quelques plumes. Dès que la femelle couve, son conjoint rejoint des compagnies de mâles. La poule élève seule ses jeunes. Les facteurs naturels limitants, à la saison de nidification, sont les chutes de température et les précipitations (Zabelin 2007).

## Statut, conservation
Quoiqu’en déclin, cette espèce n’est pas considérée comme menacée. La population totale serait de 10 000 à 12 000 individus, dont 5500 dans l’Altaï, 1000 dans le Sayan, 1000 dans la Tuva, 2000 à 4000 en Mongolie. À ces estimations il faut rajouter des populations très restreintes en Chine et au Kazakhstan. La dégradation de l’habitat par surpâturage, le tourisme, la construction de routes et la chasse exercent  des pressions de plus en plus importantes sur les populations de tétraogalles de l’Altaï, pour qui la surface d’habitat convenable se morcelle inexorablement (Zabelin 2007).